# Primitivo de la Quintana López
Primitivo de la Quintana López (Granada, 7 de setembre de 1907 – 24 de juny de 1996) va ser un metge espanyol, acadèmic de la Reial Acadèmia Nacional de Medicina.

## Biografia
Es llicencià en medicina a la Universitat de Granada el 1929 i es doctorà el 1941 a la Universitat de Madrid. Va treballar com a ajudant de la Secció de Bacteriologia i Anàlisis Clíniques de l'Institut Provincial de Sanitat de Granada. Després s'especialitzà en malalties tropicals amb el doctor López Neyra i a l'Institut de Malalties Tropicals d'Hamburg (Alemanya). El 1932 va obtenir plaça de metge del Cos de Sanitat Nacional, i fou Director de Sanitat del Port d'Algesires i Inspector Provincial de Huelva. El 1934 encapçalaria la delegació espanyola a Tànger per curar la pesta bubònica
Durant la guerra civil espanyola va donar suport al bàndol nacional, i el 1939 fou nomenat cap provincial de Sanitat a Madrid. Durant la dècada de 1940 fou Conseller Nacional de Sanitat, va participar en les tasques prèvies a la instauració de l'assegurança de malaltia. Fou subdirector, professor d'Higiene General, i Cap d'Estudis de l'Escola Nacional de Sanitat el 1942. Arribà a ser president de la Societat Espanyola d'Higiene i Medicina Social.
També fou professor d'Higiene i Epidemiologia a l'Escola d'Instructors de Sanitat. Se'l considera un dels introductors a Espanya de la preocupació per la sociologia mèdica.
Fou membre numerari de l'Acadèmia Hispanoamericana de Ciències i Arts de Cadis, acadèmic d'Honor de la Reial Acadèmia de Medicina i Cirurgia de Granada, membre de l'Institut Internacional de Sociologia i vicepresident de la Unió Internacional d'Educació Sanitària. El 1966 va ingressar a la Reial Acadèmia Nacional de Medicina i el 1978 en de la Reial Acadèmia de Ciències Morals i Polítiques.
Fou guardonat amb la Gran Creu de l'Orde Civil de Sanitat, amb la Medalla de Plata de la Creu Roja Espanyola i amb la Gran Creu de l'Orde del Mèrit Civil.